# Джордан (Монтана)
Джордан (англ. Jordan) — місто (англ. town) в США, в окрузі Гарфілд штату Монтана. Населення — 356 осіб (2020).

## Географія
Джордан розташований за координатами 47°19′16″ пн. ш. 106°54′36″ зх. д. / 47.32111° пн. ш. 106.91000° зх. д. (47.321105, -106.910051). За даними Бюро перепису населення США в 2010 році місто мало площу 0,87 км², уся площа — суходіл.

### Клімат
| Клімат : Джордан                   | Клімат : Джордан | Клімат : Джордан | Клімат : Джордан | Клімат : Джордан | Клімат : Джордан | Клімат : Джордан | Клімат : Джордан | Клімат : Джордан | Клімат : Джордан | Клімат : Джордан | Клімат : Джордан | Клімат : Джордан | Клімат : Джордан |
| Показник                           | Січ.             | Лют.             | Бер.             | Квіт.            | Трав.            | Черв.            | Лип.             | Серп.            | Вер.             | Жовт.            | Лист.            | Груд.            | Рік              |
| Абсолютний максимум, °C            | 20,0             | 23,3             | 27,2             | 34,4             | 38,9             | 43,9             | 44,4             | 43,3             | 41,7             | 35,0             | 25,6             | 21,7             | 44,4             |
| Середній максимум, °C              | −2,6             | 2,3              | 8,8              | 15,5             | 21,3             | 27,2             | 31,3             | 31,3             | 24,2             | 17,0             | 5,9              | −0,3             | 15,2             |
| Середня температура, °C            | −9,9             | −5,4             | 0,7              | 7,2              | 12,9             | 18,6             | 21,9             | 21,3             | 14,2             | 7,8              | −1,7             | −7,6             | 6,7              |
| Середній мінімум, °C               | −17,4            | −13,1            | −7,4             | −1,2             | 4,4              | 9,9              | 12,4             | 11,4             | 4,2              | −1,5             | −9,4             | −14,8            | −1,8             |
| Абсолютний мінімум, °C             | −46,1            | −50              | −37,2            | −25              | −12,2            | −1,7             | −0,6             | −1,7             | −10,6            | −25,6            | −35,6            | −43,3            | −50              |
| Норма опадів, мм                   | 13               | 9                | 15               | 25               | 56               | 58               | 44               | 30               | 31               | 22               | 11               | 13               | 327              |
| ---------------------------------- | ---------------- | ---------------- | ---------------- | ---------------- | ---------------- | ---------------- | ---------------- | ---------------- | ---------------- | ---------------- | ---------------- | ---------------- | ---------------- |
| Джерело: NOAA (normals, 1971–2000) |                  |                  |                  |                  |                  |                  |                  |                  |                  |                  |                  |                  |                  |

## Демографія
Згідно з переписом 2010 року, у місті мешкали 343 особи в 170 домогосподарствах у складі 93 родин. Густота населення становила 394 особи/км². Було 206 помешкань (237/км²).
Расовий склад населення:
| - 98,8 % — білих - 0,6 % — корінних американців |

До двох чи більше рас належало 0,3 %. Частка іспаномовних становила 0,9 % від усіх жителів.
За віковим діапазоном населення розподілялося таким чином: 18,7 % — особи молодші 18 років, 56,2 % — особи у віці 18—64 років, 25,1 % — особи у віці 65 років та старші. Медіана віку мешканця становила 48,8 року. На 100 осіб жіночої статі у місті припадало 96,0 чоловіків; на 100 жінок у віці від 18 років та старших — 95,1 чоловіків також старших 18 років.
Середній дохід на одне домашнє господарство становив 43 104 долари США (медіана — 31 875), а середній дохід на одну сім'ю — 55 522 долари (медіана — 50 313). Медіана доходів становила 40 227 доларів для чоловіків та 27 411 долар для жінок. За межею бідності перебувало 11,1 % осіб, у тому числі 7,0 % дітей у віці до 18 років та 24,1 % осіб у віці 65 років та старших.
Цивільне працевлаштоване населення становило 190 осіб. Основні галузі зайнятості: будівництво — 24,2 %, роздрібна торгівля — 21,6 %, освіта, охорона здоров'я та соціальна допомога — 17,9 %.